# 아나톨리 비쇼베츠
아나톨리 표도로비치 비쇼베츠(러시아어: Анатолий Фёдорович Бышовец, 영어: Anatoliy Fyodorovich Byshovets, 1946년 4월 23일 ~ )는 우크라이나 혈통의 러시아 축구 감독으로, 소련 우크라이나 소비에트 사회주의 공화국 키예프에서 태어났다. 그는 과거 소련 대표팀의 공격수이며, 1988년 하계 올림픽에서 감독으로서 소련 올림픽 대표팀을 금메달 획득으로 이끌었다. 그는 또한 소련 대표팀, 러시아 대표팀, 1994년 하계 아시안 게임에서 대한민국 대표팀의 감독을 맡은 바 있으며, 그 후 1996년 하계 올림픽에선 대한민국 올림픽 대표팀을 이끌었다.

## 선수 경력
비쇼베츠는 FC 디나모 키예프 유스팀 출신으로, 1963년부터 1973년까지 FC 디나모 키예프의 선수로 활약했다. 비쇼베츠는 팀에서 소련 선수권에서 네 번의 우승(1966, 1967, 1968, 1971)과 두 번의 소련컵 우승(1964, 1966)을 경험했으며 소련 대표팀의 일원으로 FIFA 월드컵에서 4골을 넣었다.

## 지도자 경력
1973년, 선수 생활을 마친 비쇼베츠는 키예프의 축구 학교 운영에 힘썼다. 1988년, 비쇼베츠는 소련 대표팀이 올림픽에서 금메달을 따는 데 공헌했으며, 후에 3개의 다른 팀을 맡기도 했다. (소련, 러시아, 대한민국)
비쇼베츠는 또한 FC 안지 마하치칼라의 고문 (2003), FC 힘키의 의장 (2003-04), 그리고 하트 오브 미들로시언 FC (2004-2005)의 스포츠 지도자를 지냈다.
한편 2006년에는 FC 로코모티브 모스크바의 감독을 맡았으나, 다음 해 금품 수수 혐의로 경질되고 말았다.